# Suchdol nad Odrou
Suchdol nad Odrou település Csehországban, Nový Jičín-i járásban. Suchdol nad Odrou Hladké Životice, Mankovice, Odry, Fulnek, Bernartice nad Odrou és Kunín településekkel határos. Lakosainak száma 2903 fő (2024. január 1.).

## Népesség
A település lakosságának változását az alábbi diagram mutatja:
| Lakosok száma | 1861 | 2274 | 2678 | 2355 | 2444 | 2493 | 2622 | 2669 | 2668 | 2903 |
|               | 1869 | 1890 | 1921 | 1950 | 1980 | 2001 | 2017 | 2019 | 2022 | 2024 |